# Viktor & Rolf
Viktor & Rolf est une maison de couture d'origine néerlandaise créée en 1993 par Viktor Horsting (né en 1969 à Geldrop) et Rolf Snoeren (né en 1969 à Dongen), qui forment un duo de stylistes néerlandais. Ils conçoivent un temps des collections de haute couture présentées à Paris, avant de se consacrer exclusivement au prêt-à-porter puis aux parfums. La marque revient comme « membre correspondant » dans le calendrier haute couture en janvier 2014.

## Histoire
Viktor Horsting et Rolf Snoeren se rencontrent à la Arnhem Academy of Art and Design aux Pays-Bas alors qu'ils y étudient la mode. Ils commencent à travailler ensemble après avoir obtenu leurs diplômes, période pendant laquelle ils vivent un temps à Paris avant de retourner en Hollande.
En 1993, ils remportent un concours de talent au Festival international de mode et de photographie à Hyères, et s'installent à Paris la même année. 
Le défilé haute couture automne-hiver 1999-2000, intitulé "Poupée russe", est particulièrement remarqué : performance artistique, Maggie Rizer (en) est l'unique mannequin de la collection, juchée sur un podium rond et progressivement revêtue de 9 couches de vêtements par Viktor et Rolf.
Viktor & Rolf commencent à créer des collections prêt-à-porter en 2000 alors qu'ils défilent encore en haute couture cette année-là.
En 2016, la marque signe une collaboration avec le National Gallery of Victoria de Melbourne, pour l'organisation d'une exposition consacrée au « wearable art ».

## Mode

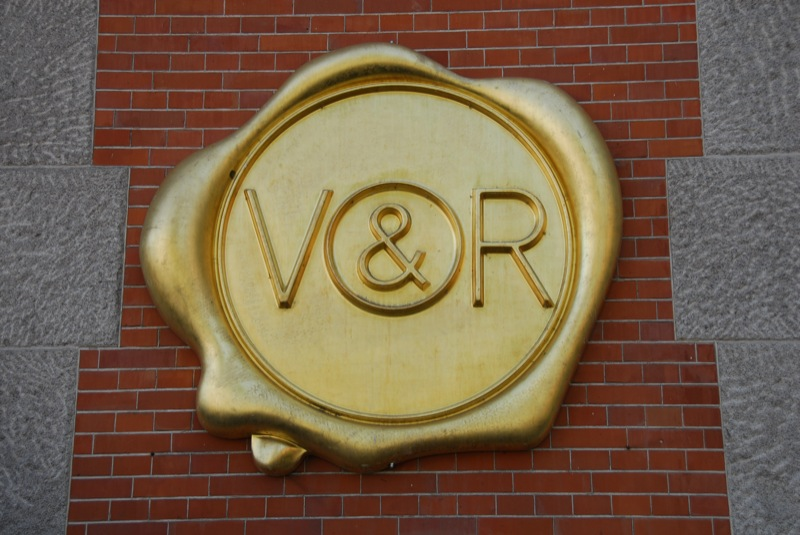
Logo de l'entreprise

Ils se lancent dans le prêt-à-porter, très conceptuel[Quoi ?], et plus une ligne homme, « Monsieur », a été créée par Viktor & Rolf.
Leur style consiste à détourner des classiques, avec un raffinement et un souci du détail[non neutre].
Ils possèdent actuellement une boutique à Milan qui représente un salon dans le goût français, totalement à l'envers (les chaises étant collées au faux plafond, et les passants marchant sur le véritable plafond), boutique ayant inspiré leur collection de prêt-à-porter Up side Down.
Succédant à Karl Lagerfeld et Stella McCartney, ils annoncent avoir accepté de collaborer avec le géant suédois H&M pour une Collection capsule femme et homme pour l'hiver 2006.
En 2008, l'homme d'affaires Italien Renzo Rosso, président de OTB Group qui possède déjà Maison Martin Margiela, Marni ou Diesel, prend une participation majoritaire dans la société V&R.
En février 2015, Viktor & Rolf annonce l'arrêt de sa ligne de prêt-à-porter, ses deux créateurs préférant se concentrer sur le parfum et la haute couture.
En mars 2024, une exposition intitulée « Viktor & Rolf » retrace la carrière du duo de créateurs au Musée Kunsthalle de Munich. Cette exposition se déroulera jusqu'au 6 octobre 2024 et célèbre la collection de 2019. La collection se compose de 18 robes en tulle aux proportions exagérées, avec des manches bouffantes, des jupes superposées et des couleurs vives.

## Parfums

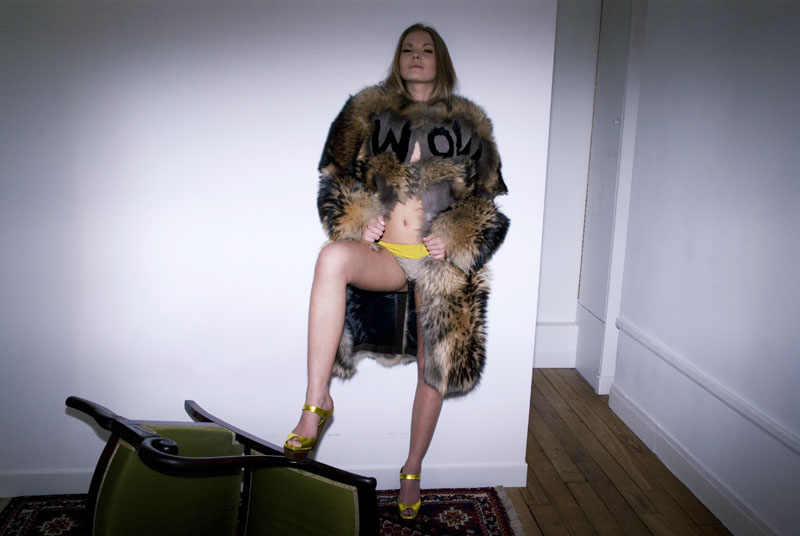
Mannequin habillée d'un manteau de fourrure Viktor & Rolf, collection hiver 2008.

En 2002, ils signent un contrat de licence avec le groupe L'Oréal pour la création de lignes de parfums.
- Flowerbomb en octobre 2005

Le premier parfum, nommé Flowerbomb, est féminin. Créé par Carlos Benaïm, Domitille Michalon-Bertier et Olivier Polge, il est présenté en octobre 2004 à l'occasion de leur défilé de prêt-à-porter printemps-été 2005.
En avril 2006, sa commercialisation est interdite dans l'aéroport d'Oslo à cause de la forme du flacon, évoquant une grenade.
- Antidote en juin 2006

Le deuxième, Antidote, est masculin. Il est lancé aux États-Unis en 2006 lors d'un concert de Rufus Wainwright, artiste ayant composé spécialement pour Viktor & Rolf la chanson Ode to Antidote.
- Eau Mega en septembre 2009

Le troisième, Eau Mega est féminin. Créé par Carlos Benaïm et Olivier Polge, il sort en 2009.
- Spicebomb en janvier 2012

Le quatrième, Spicebomb, est masculin. Créé par Olivier Polge, il sort en 2012.
- Bonbon en janvier 2014

Le cinquième, Bonbon, est féminin. Créé par Cécile Matton et Serge Majoullier, il sort en 2014. Par la suite, Bonbon Couture adapté pour l'hiver et Bonbon Summer adapté à l'été. 
- Flowerbomb Nectar, sort en 2018.

- Bonbon Summer Spring sorti en 2018, il sent le pamplemousse sans dénoter les valeurs et senteurs originelles du premier Bonbon.

## Publications
- Fairy Tales - International publication of « Sprookjes » (2011)
- Sprookjes - fairy tale book (2009)
- The House of Viktor & Rolf, Merrel Publishers Ltd, London, UK (2008)
- COLORS: Viktor & Rolf & KCI, The Kyoto Costume Institute, Japan (2004)
- Viktor & Rolf, Haute Couture Book, Groninger Museum, The Netherlands (2000)
- Viktor & Rolf 1993-1999, Artimo Foundation, The Netherlands (1999)